# أندرو فاركوهار
أندرو فاركوهار (بالإنجليزية: Andrew Farquhar)‏ هو عسكري بريطاني، ولد في 25 سبتمبر 1953.